# Биљасуварски рејон
Биљасуварског рејона (азер. Biləsuvar rayonu), једна је од 78 административно-територијалних јединица Азербејџана. Налази се у пределу региона Аран. Административни центар рејона се налази у граду Биљасувар. 
Биљасуварски рејон обухвата површину од 1.400 km² и има 90.300 становника (подаци из 2011). 
Административно, рејон се даље дели у 26 мањих општина.